# Berkswell (stacja kolejowa)
Berkswell (ang: Berkswell railway station) – stacja kolejowa w Berkswell, w hrabstwie West Midlands, w Anglii, w Wielkiej Brytanii. Stacja pierwotnie nazywała się Docker's Lane, zmieniona na Berkswell z dniem 1 stycznia 1853 roku, następnie na Berkswell & Balsall Common 1 lutego 1928 i powrócono ponownie do nazwy Berkswell. Jest ona położona na West Coast Main Line między Coventry i Birmingham. Stacja jak i wszystkie pociągi są obsługiwane przez London Midland. Na wschód od stacji znajdują się małe jeziora i rzeka.

## Usługi
Od poniedziałku do soboty Berkswell jest obsługiwana przez dwa pociągi na godzinę pomiędzy Birmingham New Street i Coventry, z których jeden kursuje do London Euston. W niedziele jest obsługiwana co godzinę pociągiem  między Birmingham New Street i Northampton.